# Населення Кайманових Островів
Населення Кайманових Островів. Чисельність населення країни 2015 року становила 56,1 тис. осіб (207-ме місце у світі). Чисельність остров'ян стабільно збільшується, народжуваність 2015 року становила 12,11 ‰ (164-те місце у світі), смертність — 5,53 ‰ (175-те місце у світі), природний приріст — 2,1 % (46-те місце у світі) . 

## Природний рух

### Відтворення
Народжуваність на Кайманових Островах, станом на 2015 рік, дорівнює 12,11 ‰ (164-те місце у світі). Коефіцієнт потенційної народжуваності 2015 року становив 1,86 дитини на одну жінку (144-те місце у світі).
Смертність на Кайманових Островах 2015 року становила 5,53 ‰ (175-те місце у світі).
Природний приріст населення в країні 2015 року становив 2,1 % (46-те місце у світі).

### Вікова структура

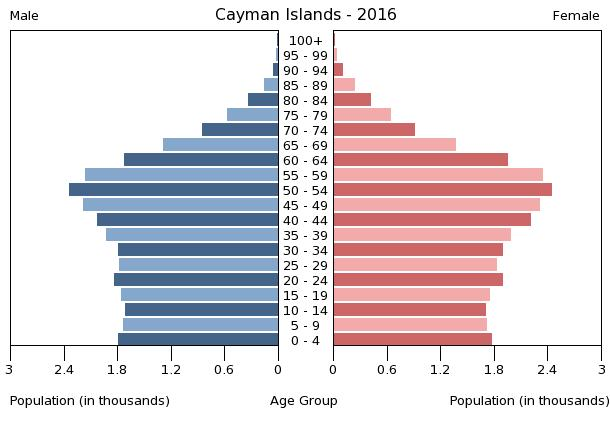
Віково-статева піраміда населення Кайманових Островів, 2016 рік

Середній вік населення Кайманових Островів становить 39,9 року (47-ме місце у світі): для чоловіків — 39,2, для жінок — 40,5 року. Очікувана середня тривалість життя 2015 року становила 81,13 року (26-те місце у світі), для чоловіків — 78,43 року, для жінок — 83,88 року.
Вікова структура населення Кайманових Островів, станом на 2015 рік, виглядає таким чином:
- діти віком до 14 років — 18,26 % (5158 чоловіків, 5084 жінки);
- молодь віком 15—24 роки — 12,76 % (3542 чоловіки, 3615 жінок);
- дорослі віком 25—54 роки — 43,49 % (11 894 чоловіки, 12 500 жінок);
- особи передпохилого віку (55—64 роки) — 13,93 % (3712 чоловіків, 4104 жінки);
- особи похилого віку (65 років і старіші) — 11,56 % (3047 чоловіків, 3436 жінок)[1].

## Розселення
Густота населення країни 2015 року становила 249,9 особи/км² (61-ше місце у світі). Більшість населення островів мешкає на острові Великий Кайман.

### Урбанізація
Кайманові Острови надзвичайно урбанізована країна. Рівень урбанізованості становить 100 % населення країни (станом на 2015 рік), темпи зростання частки міського населення — 1,54 % (оцінка тренду за 2010—2015 роки).
Головні міста країни: Джорджтаун (столиця) — 31,0 тис. осіб (дані за 2014 рік).

### Міграції
Річний рівень імміграції 2015 року становив 14,4 ‰ (4-те місце у світі). Цей показник не враховує різниці між законними і незаконними мігрантами, між біженцями, трудовими мігрантами та іншими. Кайманові Острови слугують головним перевалковим пунктом для кубинських мігрантів, що прямують до США.

## Расово-етнічний склад
| Етнічний склад (2015 рік) | Етнічний склад (2015 рік) | Етнічний склад (2015 рік) | Етнічний склад (2015 рік) | Етнічний склад (2015 рік) |
| ------------------------- | ------------------------- | ------------------------- | ------------------------- | ------------------------- |
| Етнос:                    |                           |                           | Відсоток:                 |                           |
| мішаного походження       | мішаного походження       |                           | 40%                       | 40%                       |
| білі                      | білі                      |                           | 20%                       | 20%                       |
| темношкірі                | темношкірі                |                           | 20%                       | 20%                       |
| емігранти                 | емігранти                 |                           | 20%                       | 20%                       |

Головні етноси країни: мішаного походження — 40 %, білі — 20 %, темношкірі — 20 %, емігранти — 20 %.

## Мови
| Мови Кайманових Островів (2010 рік) | Мови Кайманових Островів (2010 рік) | Мови Кайманових Островів (2010 рік) | Мови Кайманових Островів (2010 рік) | Мови Кайманових Островів (2010 рік) |
| ----------------------------------- | ----------------------------------- | ----------------------------------- | ----------------------------------- | ----------------------------------- |
| Мова:                               |                                     |                                     | Відсоток:                           |                                     |
| англійська                          | англійська                          |                                     | 90.9%                               | 90.9%                               |
| іспанська                           | іспанська                           |                                     | 4%                                  | 4%                                  |
| філіппінська                        | філіппінська                        |                                     | 3.3%                                | 3.3%                                |
| інші                                | інші                                |                                     | 1.7%                                | 1.7%                                |

Офіційна мова: англійська — розмовляє 90,9 % населення країни. Інші поширені мови: іспанська — 4 %, філіппінська — 3,3 %, інші мови — 1,7 % (оцінка 2010 року).

## Релігії
| Релігії на Кайманових Островах (2009 рік) | Релігії на Кайманових Островах (2009 рік) | Релігії на Кайманових Островах (2009 рік) | Релігії на Кайманових Островах (2009 рік) | Релігії на Кайманових Островах (2009 рік) |
| ----------------------------------------- | ----------------------------------------- | ----------------------------------------- | ----------------------------------------- | ----------------------------------------- |
| Віросповідання:                           |                                           |                                           | Відсоток:                                 |                                           |
| протестанти                               | протестанти                               |                                           | 67.8%                                     | 67.8%                                     |
| католики                                  | католики                                  |                                           | 14.1%                                     | 14.1%                                     |
| свідки Єгови                              | свідки Єгови                              |                                           | 1.1%                                      | 1.1%                                      |
| інші                                      | інші                                      |                                           | 7%                                        | 7%                                        |
| атеїсти                                   | атеїсти                                   |                                           | 9.3%                                      | 9.3%                                      |
| агностики                                 | агностики                                 |                                           | 0.7%                                      | 0.7%                                      |

Головні релігії й вірування, які сповідує, і конфесії та церковні організації, до яких відносить себе населення країни: протестантизм — 67,8 % (Церква Бога — 22,6 %, адвентизм — 9,4 %, унітаристи — 8,6 %, баптизм — 8,3 %,п'ятидесятництво — 7,1 %, інші — 5,3 %, англіканство — 4,1 %, рух святості — 2,4 %), римо-католицтво — 14,1 %, свідки Єгови — 1,1 %, інші — 7 %, не сповідують жодної — 9,3 %, не визначились — 0,7 % (станом на 2010 рік).

## Освіта
Рівень письменності 2007 року становив 98,9 % дорослого населення (віком від 15 років, що коли-небудь відвідували школу): 98,7 % — серед чоловіків, 99 % — серед жінок.
Дані про державні витрати на освіту у відношенні до ВВП країни, станом на 2015 рік, відсутні.

## Охорона здоров'я
Смертність немовлят до 1 року, станом на 2015 рік, становила 6,08 ‰ (165-те місце у світі); хлопчиків — 6,95 ‰, дівчаток — 5,2 ‰.

### Захворювання
Станом на серпень 2016 року в країні були зареєстровані випадки зараження вірусом Зіка через укуси комарів Aedes, переливання крові, статевим шляхом, під час вагітності.
Кількість хворих на СНІД невідома, дані про відсоток інфікованого населення в репродуктивному віці 15—49 років відсутні. Дані про кількість смертей від цієї хвороби за 2014 рік відсутні.

### Санітарія
Доступ до облаштованих джерел питної води 2015 року мало 97,4 % населення в містах; загалом 97,5 % населення країни. Відсоток забезпеченості населення доступом до облаштованого водовідведення (каналізація, септик): в містах — 95,6 %, загалом по країні — 95,6 % (станом на 2015 рік).

## Соціально-економічне становище
Дані про відсоток населення країни, що перебуває за межею бідності, відсутні. Дані про розподіл доходів домогосподарств у країні відсутні.
Станом на 2012 рік, у країні 5,71 тис. осіб не має доступу до електромереж; 91 % населення має доступ, в містах цей показник дорівнює 91 %, у сільській місцевості — 80 %. Рівень проникнення інтернет-технологій надзвичайно високий. Станом на липень 2015 року в країні налічувалось 43 тис. унікальних інтернет-користувачів (189-те місце у світі), що становило 77 % загальної кількості населення країни.

### Трудові ресурси
Загальні трудові ресурси 2007 року становили 39,0 тис. осіб, з яких 55 % були іноземцями (197-ме місце у світі). Зайнятість економічно активного населення у господарстві країни розподіляється таким чином: аграрне, лісове і рибне господарства — 1,9 %; промисловість і будівництво — 19,1 %; сфера послуг — 79 % (станом на 2008 рік). Безробіття 2008 року дорівнювало 4 % працездатного населення, 2004 року — 4,4 % (35-те місце у світі); серед молоді у віці 15—24 років ця частка становила 24,2 %, серед юнаків — 32 %, серед дівчат — 16,6 % (86-те місце у світі).

## Кримінал

### Наркотики

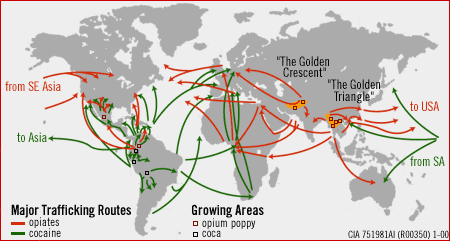
Світові маршрути наркотрафіку

Важливий офшорний фінансовий центр; країна уразлива до наркотрафіку до країн Європи й США (оцінка ситуації 2008 року).

### Торгівля людьми
Згідно зі щорічною доповіддю про торгівлю людьми (англ. Trafficking in Persons Report) Управління з моніторингу та боротьби з торгівлею людьми Державного департаменту США, уряд Кайманових Островів докладає значних зусиль у боротьбі з явищем примусової праці, сексуальної експлуатації, незаконною торгівлею внутрішніми органами, але законодавство відповідає мінімальним вимогам американського закону 2000 року щодо захисту жертв (англ. Trafficking Victims Protection Act’s) не повною мірою, країна перебуває у списку другого рівня.

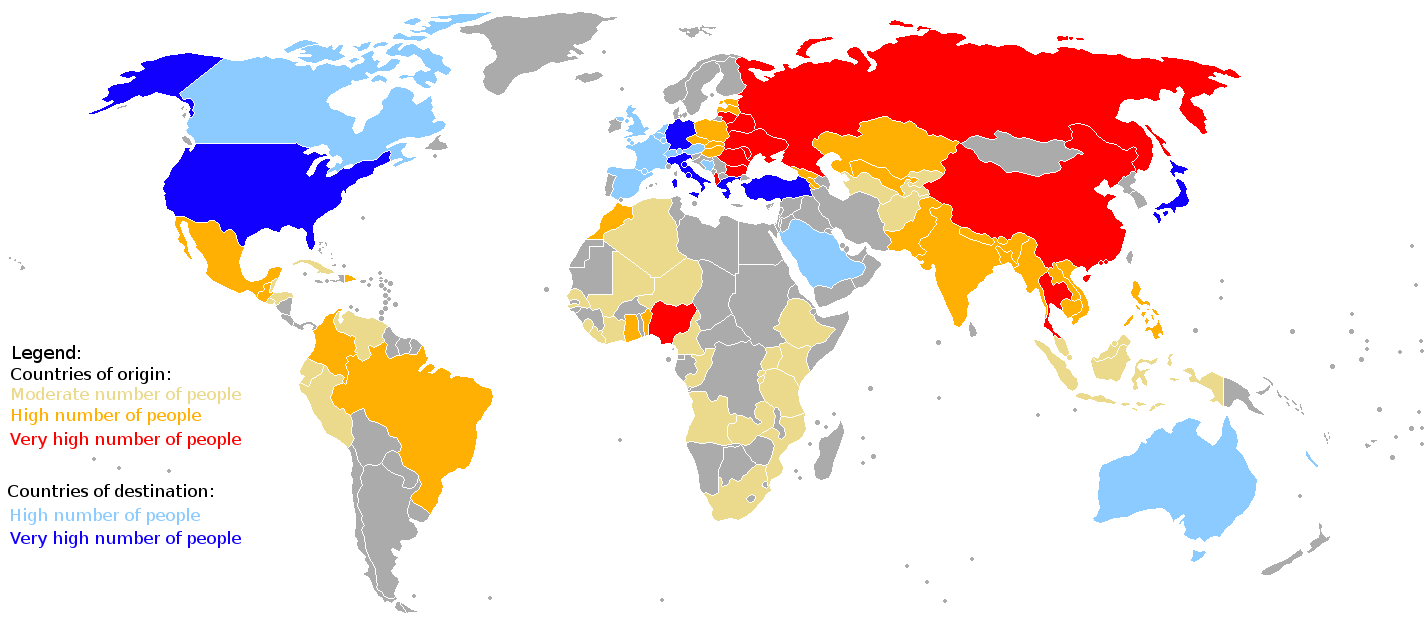
Країни-донори (червоний) і країни-реципієнти кримінальних потоків  (англ.)
Глобальна боротьба з торгівлею людьми (англ.)

## Гендерний стан
Статеве співвідношення (оцінка 2015 року):
- при народженні — 1,02 особи чоловічої статі на 1 особу жіночої;
- у віці до 14 років — 1,02 особи чоловічої статі на 1 особу жіночої;
- у віці 15—24 років — 0,98 особи чоловічої статі на 1 особу жіночої;
- у віці 25—54 років — 0,95 особи чоловічої статі на 1 особу жіночої;
- у віці 55—64 років — 0,9 особи чоловічої статі на 1 особу жіночої;
- у віці за 64 роки — 0,89 особи чоловічої статі на 1 особу жіночої;
- загалом — 0,95 особи чоловічої статі на 1 особу жіночої[1].

## Демографічні дослідження
Демографічні дослідження в країні ведуться рядом державних і наукових установ Великої Британії.

### Українською
- Атлас. 10-11 клас. Економічна і соціальна географія світу / упорядники :  О. Я. Скуратович, Н. І. Чанцева. — К. : ДНВП «Картографія», 2010. — ISBN 978-966-475-639-3.
- Атлас світу / голов. ред. І. С. Руденко ; зав. ред. В. В. Радченко ; відп. ред. О. В. Вакуленко. — К. : ДНВП «Картографія», 2005. — 336 с. — ISBN 9666315467.
- Безуглий В. В. Економічна і соціальна географія зарубіжних країн : Навчальний посібник. — К. : ВЦ «Академія», 2007. — 704 с. — ISBN 978-966-580-239-6.
- Безуглий В. В., Козинець С. В. Регіональна економічна і соціальна географія світу : Навчальний посібник. — видання 2-ге, доп., перероб. — К. : ВЦ «Академія», 2007. — 688 с. — ISBN 966-580-144-9.
- Головченко В. І., Кравчук О. Країнознавство: Азія, Африка, Латинська Америка, Австралія і Океанія. — К., 2006. — 335 с. — ISBN 966-8939-04-2.
- Гудзеляк І. І. Географія населення: Навчальний посібник / І. Гудзеляк. — Л. : Видавничий центр ЛНУ імені Івана Франка, 2008. — 232 с. — ISBN 978-966-613-599-8.
- Дахно І. І. Країни світу: Енциклопедичний довідник / І. І. Дахно, С. М. Тимофієв. — К. : Мапа, 2011. — 606 с. — (Бібліотека нового українця) — ISBN 978-966-8804-23-6.
- Дахно І. І. Економічна географія зарубіжних країн : навчальний посібник. — К. : Центр учбової літератури, 2014. — 319 с. — ISBN 978-611-01-0682-5.
- Джаман В. О. Регіональні системи розселення: демографічні аспекти. — Чернівці : Рута, 2003. — 392 с. — ISBN 9665685988.
- Дорошенко Л. С. Демографія: Навчальний посібник. — К. : МАУП, 2005. — 112 с. — ISBN 966-608-442-2.
- Дубович І. А. Країнознавчий словник-довідник. — 5-те вид., перероб. і доп. — К. : Знання, 2008. — 839 с. — ISBN 978-966-346-330-8.
- Економічна і соціальна географія країн світу. Навчальний посібник / За ред. Кузика С. П. — Л. : Світ, 2002. — 672 с. — ISBN 966-603-178-7.
- Загальна медична географія світу / В. О. Шевченко [та ін.] — К. : [б.в.], 1998. — 178 с.
- Книш М. М., Мамчур О. І. Регіональна економічна і соціальна географія світу (Латинська Америка та Карибські країни, Африка, Азія, Океанія) : навч. посіб. — Л. : ЛНУ ім. Івана Франка, 2013. — 368 с. — ISBN 978-617-10-0007-0.
- Крисаченко В. С. Динаміка населення: Популяційні, етнічні та глобальні виміри. — К. : Видавництво Національного інституту стратегічних досліджень, 2005. — 368 с. — ISBN 966-554-083-1.
- Кузик С. П., Книш М. М. Економічна і соціальна географія країн Америки : навч. посіб. — Л. : ЛНУ ім. Івана Франка, 1999. — 299 с. — ISBN 966-613-026-2.
- Любіцева О. О., Мезенцев К. В., Павлов С. В. Географія релігій. — К. : АртЕК, 1999. — 504 с. — ISBN 966-505-006-0.
- Масляк П. О. Країнознавство. — К. : Знання, 2007. — 292 с. — (Вища освіта XXI століття)
- Масляк П. О., Дахно І. І. Економічна і соціальна географія світу / П. О. Масляк, І. І. Дахно ; за ред. П. О. Масляка. — К. : Вежа, 2003. — 280 с. — ISBN 966-7091-53-8.

### Російською
- (рос.) Острова Кайман // Демографический энциклопедический словарь / главн. ред. Валентей Д. И. — М. : Советская энциклопедия, 1985. — 608 с.
- (рос.) Острова Кайман // Латинская Америка. Энциклопедический справочник [в 2-х тт.] / Главный редактор В. В. Вольский. — М. : Советская энциклопедия, 1979. — Т. 1. А-К. — 576 с.
- (рос.) Острова Кайман // Страны и народы. Америка. Общий обзор Латинской Америки. Средняя Америка / Редкол. : отв. ред. В. В. Вольский, Я. Г. Машбиц и др. — М. : «Мысль», 1981. — 333 с. — (Страны и народы) — 180 тис. прим.
- (рос.) Атлас народов мира / Отв. ред. С. И. Брук и В. С. Апенченко. — М. : ГУГК ГГК СССР и Институт этнографии им. Н. Н. Миклухо-Маклая АН СССР, 1964. — 185 с. — 20 тис. прим.
- (рос.) Численность и расселение народов мира. Этнографические очерки / под ред. С. И. Брука. — М. : Издательство АН СССР, 1962. — 487 с.
- (рос.) Лаппо Г. М. География городов: Учебное пособие для географических факультетов вузов. — М. : Туманит, изд. центр ВЛАДОС, 1997. — 476 с. — ISBN 5-691-00047-0.
- (рос.) Ягельский А. География населения. — М. : Прогресс, 1980. — 383 с.